# Lénora Guion-Firmin
Lénora Guion-Firmin (ur. 7 sierpnia 1991 w La Trinité) – francuska lekkoatletka specjalizująca się w długich biegach sprinterskich, uczestniczka letnich igrzysk olimpijskich w Londynie (2012).

## Sukcesy sportowe
- wielokrotna mistrzyni Francji kadetek – 2007[1], 2008[2]

| Rok  | Miasto   | Zawody                         | Konkurencja        | Wynik         |
| ---- | -------- | ------------------------------ | ------------------ | ------------- |
| 2009 | Nowy Sad | Mistrzostwa Europy juniorów    | sztafeta 4 × 400 m | brązowy medal |
| 2012 | Helsinki | Mistrzostwa Europy             | sztafeta 4 × 400 m | srebrny medal |
| 2013 | Tampere  | Młodzieżowe mistrzostwa Europy | bieg na 200 m      | srebrny medal |
| 2013 | Tampere  | Młodzieżowe mistrzostwa Europy | bieg na 400 m      | złoty medal   |
| 2013 | Tampere  | Młodzieżowe mistrzostwa Europy | sztafeta 4 × 400 m | brązowy medal |
| 2013 | Moskwa   | Mistrzostwa świata             | sztafeta 4 × 400 m | 4. miejsce    |

## Rekordy życiowe
- bieg na 60 metrów (hala) – 7,60 – Nowy Jork 25/01/2013
- bieg na 100 metrów – 12,03 – Fort-de-France 17/05/2008
- bieg na 200 metrów – 22,91 – Moskwa 15/08/2013
- bieg na 200 metrów (hala) – 23,85 – Boston 04/03/2012
- bieg na 300 metrów – 38,45 – Vénissieux 20/07/2008
- bieg na 400 metrów – 51,97 – Greensboro 24/05/2013
- bieg na 400 metrów (hala) – 53,19 – Boston 04/03/2012